# Rieumes
Rieumes (okcitansko Riumas) je naselje in občina v južnem francoskem departmaju Haute-Garonne regije Jug-Pireneji. Leta 2008 je naselje imelo 3.262 prebivalcev.

## Geografija
Naselje leži v pokrajini Savès 40 km jugozahodno od Toulousa.

## Uprava
Rieumes je sedež istoimenskega kantona, v katerega so poleg njegove vključene še občine Beaufort, Bérat, Forgues, Labastide-Clermont, Lahage, Lautignac, Monès, Montastruc-Savès, Montgras, Le Pin-Murelet, Plagnole, Poucharramet, Sabonnères, Sajas in Savères s 7.033 prebivalci.
Kanton Rieumes je sestavni del okrožja Muret.